# Michael Axworthy
Michael George Andrew Axworthy (* 26. September 1962 in Woking; † 16. März 2019) war ein britischer Wissenschaftler und Schriftsteller, der von 1998 bis 2000 die Iran-Abteilung des britischen Foreign and Commonwealth Office leitete.
Außer durch die Veröffentlichung von Sachbüchern war er durch Beiträge für Prospect und The Independent sowie für die wöchentliche Rundfunksendung Start the Week auf BBC Radio 4 hervorgetreten.
2008 wurde er Leiter des damals gegründeten  Centre for Persian and Iranian Studies (CPIS), das am Institute of Arab and Islamic Studies an der University of Exeter angesiedelt ist.
Im März 2019 erlag er einem Krebsleiden.

## Schriften
- The Sword of Persia: Nader Shah, from Tribal Warrior to Conquering Tyrant, Tauris, London  2006,  ISBN 1-85043-706-8[2][3]
- Empire of the Mind: A History of Iran (Hurst Books; November 2007),

Neuausgabe als Penguin-Paperback Iran: Empire of the Mind. (November 2008)
- Iran: Empire of the Mind. A History from Zoroaster to the Present Day, Penguin  2008,  ISBN 0-14-103629-X[5][6]
  - deutsch: Iran: Weltreich des Geistes. Von Zoroaster bis heute, übersetzt von Gennaro Ghirardelli, ergänzte, aktualisierte und überarbeitete Ausgabe, Wagenbach, Berlin 2011, ISBN 3-8031-3636-9[7][8]
- Revolutionary Iran : a history of the Islamic Republic. Penguin, London 2014, ISBN 9780141046235.
- mit Patrick Milton, Brendan Simms: Towards a Westphalia for the Middle East. Oxford University Press, New York 2019, ISBN 978-0-19-094789-7.